# Placa de Shetland

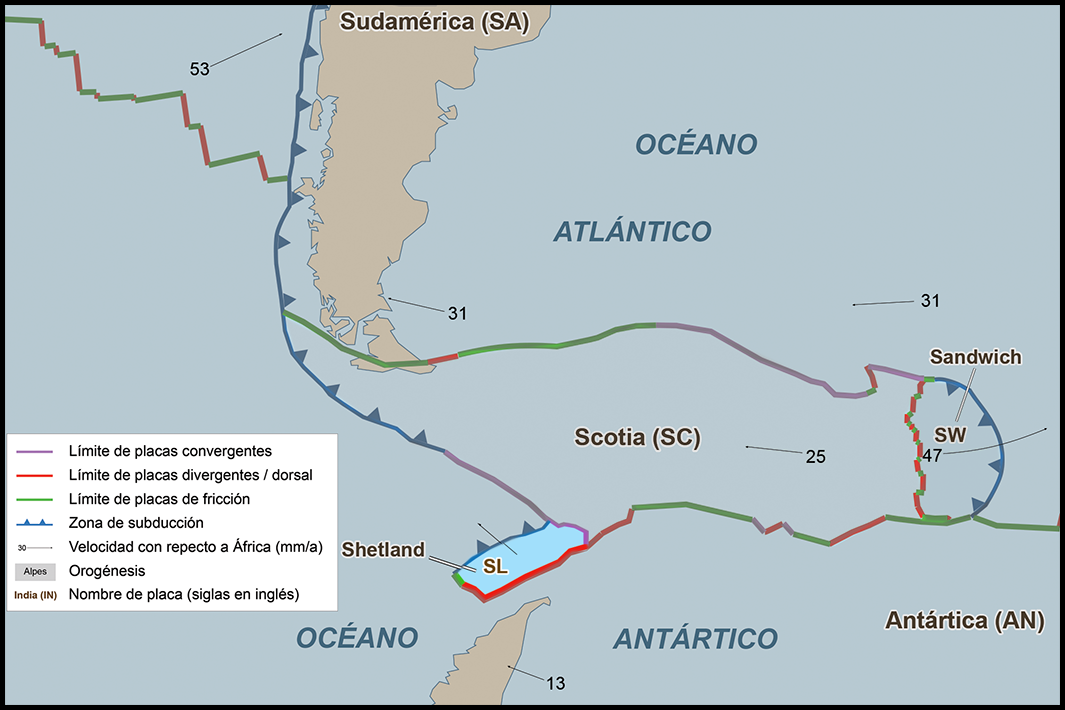
Placa de Shetland

La placa de Shetland es una pequeña placa tectónica ubicada al sur de la península Antártica. Está rodeada en su mayoría por la placa Antártica, siendo la frontera occidental una zona de subducción. Las Islas Shetland del Sur se forman a partir de esa colisión.